# Władysław Pawelczak
Władysław Pawelczak (ur. 14 lutego 1911 w Granówku, zm. 23 marca 2003 w Poznaniu) – polski naukowiec i prezbiter katolicki, teolog i prawnik specjalizujący się w zakresie prawa kanonicznego, profesor, infułat.

## Życiorys
Egzamin dojrzałości zdał w czerwcu 1933 w Wolsztynie. Studia filozoficzne odbył w Seminarium Duchownym w Gnieźnie (1933–1935) a w latach 1935–1939 teologiczne w Seminarium Duchownym w Poznaniu. Święcenia kapłańskie przyjął 3 czerwca 1939. Od 1 lipca 1939 był wikariuszem w parafii pod wezwaniem Chrystusa Odkupiciela w Poznaniu. Od listopada 1939 za zgodą ks. bp Walentego Dymka, podjął pracę duszpasterską w Rakoniewicach. Zagrożony aresztowaniem ukrywał się w tutejszej leśniczówce. W maju 1941 znalazł się na terenie Generalnej Guberni. W Warszawie uczęszczał na wykłady działającego w konspiracji Wydziału Prawa Kanonicznego KUL. W lutym 1945 wrócił do Rakoniewic. W 1947 uzyskał stopień doktora a we wrześniu 1947 został mianowany profesorem nadzwyczajnym prawa kanonicznego w Seminarium Duchownym w Poznaniu, wykładał także prawo cywilne. W 1962 został profesorem zwyczajnym. Przez 11 lat w latach 1960–1971 był rektorem Arcybiskupiego Seminarium Duchownego w Poznaniu, a następnie dziekanem wydziału teologicznego przy seminarium w latach 1969–1974, oraz w latach 1974–1975 pierwszym dziekanem Papieskiego Wydziału Teologicznego w Poznaniu. Od 1959 był członkiem Poznańskiego Towarzystwa Przyjaciół Nauk.